# Championnat d'Irak de football 1984-1985
Navigation
Saison précédente Saison suivante
La saison 1984-1985 du Championnat d'Irak de football est la onzième édition de la première division en Irak, l' Iraqi Premier League. Elle regroupe, sous forme d'une poule unique, les quatorze meilleures équipes du pays qui se rencontrent deux fois. En fin de saison, il n'y a pas de relégation et les deux meilleurs clubs de Second League sont promus.
Le championnat est arrêté juste peu de temps après la fin des matchs aller. La raison principale est le manque d'intérêt des spectateurs pour la compétition, à la suite des très bons résultats de la sélection irakienne : qualification pour la Coupe du monde 1986 et victoire lors de la Coupe arabe des nations et des Jeux panarabes.
Le club d'Al Rasheed, promu de deuxième division, était en tête au moment de l'interruption et représentait donc l'Irak en compétition continentale asiatique, à la suite du retour de la Coupe d'Asie des clubs champions.

## Les clubs participants
| - Al Tayaran Bagdad - Al Sina'a Bagdad - Al Shorta Bagdad - Al-Zawra'a SC - Talaba SC - Al Rasheed - Promu de D2 - Tijara FC | - Al Shabab Bagdad - Mossoul FC - Wahid Huzairan - Promu de D2 - Al Mina'a Bassora - Al-Amana Bagdad - Al Jaish Bagdad - Salahaddin FC |

## Compétition
Le barème de points servant à établir les classements se décompose ainsi :
- Victoire : 3 points
- Match nul : 1 point
- Défaite : 0 point

### Classement
| Rang | Équipe            | Pts | J  | G  | N | P  | Bp | Bc | Diff |
| ---- | ----------------- | --- | -- | -- | - | -- | -- | -- | ---- |
| 1    | Al RasheedP       | 43  | 18 | 13 | 4 | 1  | 32 | 8  | +24  |
| 2    | Al Jaish BagdadT  | 32  | 18 | 9  | 5 | 4  | 26 | 17 | +9   |
| 3    | Talaba SC         | 29  | 15 | 8  | 5 | 2  | 26 | 14 | +12  |
| 4    | Al Mina'a Bassora | 27  | 18 | 7  | 6 | 5  | 20 | 17 | +3   |
| 5    | Al Shabab Bagdad  | 25  | 18 | 7  | 4 | 7  | 24 | 23 | +1   |
| 6    | Salahaddin FC     | 24  | 19 | 5  | 9 | 5  | 17 | 19 | -2   |
| 7    | Al-Zawra'a SC     | 22  | 14 | 6  | 4 | 4  | 21 | 17 | +4   |
| 8    | Mossoul FC        | 22  | 20 | 6  | 4 | 10 | 19 | 29 | -10  |
| 9    | Al Tayaran Bagdad | 21  | 16 | 5  | 6 | 5  | 14 | 15 | -1   |
| 10   | Al Shorta Bagdad  | 21  | 19 | 5  | 6 | 8  | 20 | 22 | -2   |
| 11   | Tijara FC         | 21  | 17 | 5  | 6 | 6  | 11 | 14 | -3   |
| 12   | Al Sina'a Bagdad  | 19  | 14 | 5  | 4 | 5  | 13 | 13 | 0    |
| 13   | Wahid Huzairan    | 10  | 17 | 2  | 4 | 11 | 9  | 26 | -17  |
| 14   | Al-Amana Bagdad   | 8   | 17 | 1  | 5 | 11 | 10 | 28 | -18  |

|  | Qualification pour la Coupe d'Asie des clubs champions 1985-1986 et la Coupe des clubs champions arabes de football 1986 |
|  | T : Tenant du titre P : Promu de D2                                                                                      |

## Bilan de la saison
| Championnat d'Irak de football 1984-1985          |                 |
| Champion                                          | Aucun           |
| Coupes et trophées                                |                 |
| Vainqueur de la Coupe d'Irak 1984-1985            | Non terminée    |
| Qualifications continentales                      |                 |
| Coupe d'Asie des clubs champions 1985-1986        | Al Rasheed      |
| Coupe des clubs champions arabes de football 1986 | Al Rasheed      |
| Promotions et relégations                         |                 |
| Promus en Iraqi Premier League                    | Al Salikh       |
| Promus en Iraqi Premier League                    | Al Nafat Bagdad |
| Relégués en Iraqi Second League                   | Aucun           |